# アブドゥル・ハキム・イシャクザイ
アブドゥル・ハキム・イシャクザイ（パシュトー語: عبدالحكيماسحاقزى、Abdul Hakim Ishaqzai、アブドゥル・ハキム・シャリア、アブドゥル・ハキム・ハッカーニとも呼ばれる）は、アフガニスタンのウラマー・裁判官。
ターリバーンの共同創設者の一人であり、現在アフガニスタンの最高裁判所裁判長を務めている。

## 経歴
1967年、アフガニスタン王国のカンダハール州パンジャウイ郡に生まれた。民族的にはパシュトゥーン人で、イスハークザイ（Ishaqzai）族に属する。
父親は有名な宗教学者および法学者の一人だった。 そこで、イスラームに関する様々な知識を身につけた。1977年にパキスタンのペシャワールのゲストハウスから、Akora Khattakにあるデーオバンド派のダルル・ウルーム・ハッカーニア学院へ移り学問を修めた。
アフガニスタン内戦中、身体障害者学校やパキスタンにあるマドラサで教鞭を執っていた。
1996年から2001年まで続いた第一次ターリバーン政権ではカンダハールの法廷で裁判官を務めた。 
2016年、ハイバトゥラー・アクンザダの後継としてターリバーンの最高裁長官に任命された。
2020年、米国政府並びにアフガニスタン・イスラム共和国政府とアフガニスタン・イスラム首長国（ターリバーン）間で行われた和平交渉でターリバーン側の交渉チームの長に任命された。
2021年のターリバーン復権まで、アフガニスタンのジハードについて多くの重要なファトワーを発行してきた。
2022年、ターリバーンが目指すイスラーム政府についてアラビア語で著述した「イスラム首長国とそのシステム」を公開した。シャリーアの法源（クルアーン・ハディース・イジュマー・キヤース・イスティフサーン・マスラハ・イスティシャブ等）について、人定法の無効性、民主主義とイスラームの評議会（シューラ）の違い、宗教教育と現代教育、歴代イスラーム政権の研究、女子教育、女性の就労などが語られている。

## 人物
- 宗教的資格を持っている故、ターリバーンの間で広く尊敬されており、アクンザダと並ぶほどだと考えられている[4]。
- 超保守的な見解を持ち、強硬派であると考えられている[4]。

## 参照
1. 1 2 3 4  “Taliban Negotiating Team Holds First Meeting” (英語). TOLOnews. 2022年4月2日閲覧。
2. 1 2  シャイフ・アブドゥル・ハキム. الامارة الاسلامیة. ダルル・ウルーム・アル・シャリーア・ライブラリー
3. ↑  “Taliban picks team for talks with Afghan government”. www.aa.com.tr. 2022年4月2日閲覧。
4. 1 2  “Why Did The Taliban Appoint A Hard-Line Chief Negotiator For Intra-Afghan Talks?” (英語). RadioFreeEurope/RadioLiberty. 2022年4月2日閲覧。